# Mikuláš I. Pavlovič
Mikuláš I. Pavlovič (rusky Николай I Павлович, 25. červnajul./ 6. července 1796greg., Carskoje Selo – 18. únorajul./ 2. března 1855greg., Petrohrad) byl car Ruského impéria, finský velkokníže a v letech 1825–1831 poslední polský král pod jménem Mikuláš I.

## Život
Narodil se jako třetí syn cara Pavla I. z romanovsko-holštýnsko-gottorpské dynastie. a jeho druhé manželky Marie Fjodorovny, princezny Žofie Doroty Württemberské.
Mikuláš byl po dobu vlády svého staršího bratra Alexandra I. zcela vzdálen od záležitostí vedení státu. V letech 1814–1815 podnikl velkou („kavalírskou“) cestu po mnoha evropských zemích. Poté, co se 13. června 1817 oženil s Šarlotou Pruskou (1798–1860, přijala ruské jméno Alexandra Fjodorovna), starší dcerou pruského krále Bedřicha Viléma III., žil s rodinou v Aničkinovském paláci v Petrohradě. Jeho oficiální funkcí byla služba u armády, kde působil jako vrchní inspektor.

### Vláda

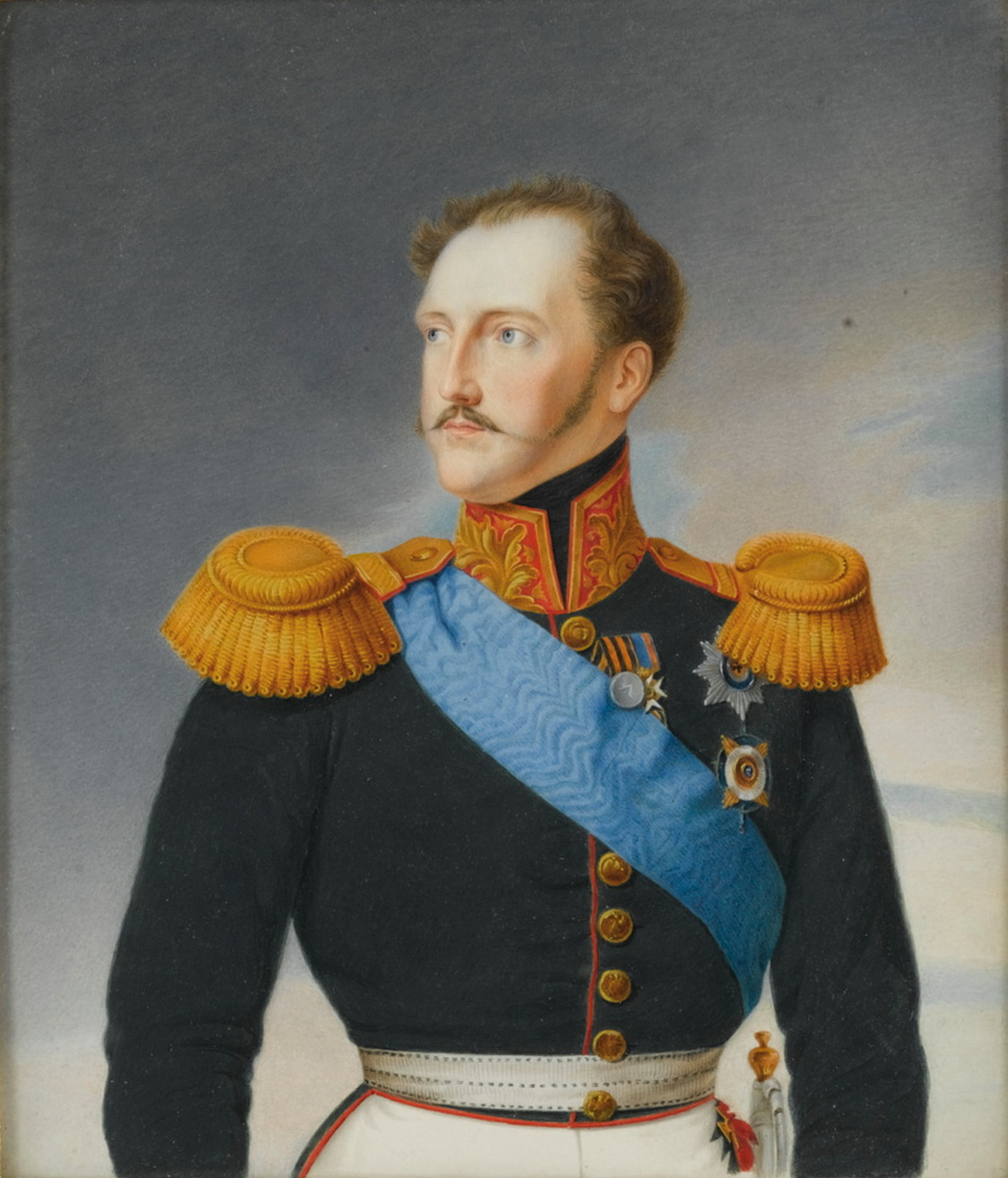
Car Mikuláš I.

Když Alexandr I. 1. prosince 1825 zemřel, aniž by zanechal potomků, byl Mikuláš zcela nečekaně konfrontován s nutností převzít vládu, neboť jeho starší bratr Konstantin Pavlovič se již v roce 1823 pro nerovnorodý sňatek zřekl následnictví trůnu. Dne 24. prosince převzal Mikuláš formálně vládu a 26. září 1826 byl v Moskvě korunován ruským carem a imperátorem.
Několik let připravované vojenské spiknutí Děkabristů, které vypuklo 26. prosince 1825, Mikuláš rázně potlačil. Začal ihned po převzetí moci s budováním autoritářského režimu, když si zprvu ponechal ministry svého bratra. Přitom se opíral o rozsáhlou byrokracii a velkou armádu, ortodoxní církev a otevřeně podporovaný ruský nacionalismus. Civilní správa stála pod vojenským dohledem. Osobní štáb carových poradců sestával výlučně z vysokých důstojníků.
V roce 1826 se Mikuláš rozhodl zamítnout zrušení nevolnictví.
S rusifikací různých národností šly ruku v ruce i pokusy o obrácení protestantů a katolíků k pravoslaví.
Přes tyto masivní represe nebo také kvůli nim začala se za Mikuláše formovat různá opoziční hnutí.

### Zahraniční politika
Rozhodující vliv na Mikulášovu zahraniční politiku měl ministr Karl Robert von Nesselrode. Zde stejně jako v politice vnitřní v centru stálo potlačování revolučních hnutí v celé Evropě a Asii.
V prvních letech Mikulášovy vlády se zahraniční politika Ruska obracela především k Asii a k Osmanské říši, kde Rusko podporovalo křesťanské národy na Balkáně. Rusko-perská válka v letech 1826–1828 přinesla Turkmančajskou smlouvou (22. února 1828) významné územní zisky na Kavkaze. V roce 1828 začala rusko-turecká válka, která rovněž znamenala získání dalších území a jiných výhod – východní pobřeží Černého moře, volnou dopravu po Dunaji, Černém moři a Středozemním moři a jako důsledek i vznik Řeckého království.
Pouhé dva roky po Mikulášově korunovaci polským králem, propuklo v roce 1831 v Polsku tzv. Listopadové povstání, které trvalo ničivých devět měsíců bojů než bylo Mikulášem potlačeno. Polský parlament (sejm) zbavil Mikuláše polské koruny a po potlačení povstání nechal Mikuláš „trvale začlenit“ polské království do Ruska. Díky tomu byl také jediným ruským carem, který byl korunován králem Polska.
Rostoucí vliv Ruska v Orientu se obzvláště silně ukázal, když se sultán Mahmut II. smlouvou z Hünkâr Iskelesi v roce 1833 Mikulášovi de facto podrobil a vyprosil si od něho pomoc proti rebelujícím egyptským pašům. V Evropě byl Mikuláš považován za záštitu stávajících monarchistických pořádků a v roce 1833 opět oživil Svatou alianci. Rakouskému císaři Františku Josefovi I. pomohl v roce 1849 potlačit maďarskou revoluci.
Různé spolky s téměř všemi evropskými státy se ovšem neukázaly přínosné, když se Mikuláš v roce 1853 pokoušel podrobit si balkánské provincie Turecka a vynutit si přístup do Středozemního moře. Británie a Francie se proti němu postavily v Krymské válce; Rusko zůstalo ve svém boji proti Turecku osamoceno a válka se nakonec zvrátila v konflikt mezi evropskými mocnostmi – Ruskem na jedné a Francií a Británií na druhé straně. Ještě před koncem bojů Mikuláš I. 2. března 1855 zemřel.

## Potomci
Z manželství s Alexandrou Fjodorovnou (rozenou Šarlotou Pruskou) (1798–1860) vzešlo sedm dětí:
- Alexandr II. (29. dubna 1818 – 13. března 1881), ruský car od roku 1855 až do své smrti,
⚭ 1841 Marie Alexandrovna (8. srpna 1824 – 3. června 1880)
⚭ 1880 Kateřina Michajlovna Dolgorukovová (14. listopadu 1847 – 15. února 1922), morganatické manželství

- Marie (18. srpna 1819 – 21. února 1876),
⚭ 1839 Maximilian de Beauharnais (2. října 1817 – 1. listopadu 1852), vévoda leuchtenberský
⚭ 1853 Grigorij Alexandrovič Stroganov (16. června 1824 – 13. března 1879), morganatické manželství

- Olga (11. září 1822 – 30. října 1892), ⚭ 1846 Karel I. Fridrich Alexandr (6. března 1823 – 6. října 1891), württemberský král od roku 1864 až do své smrti
- Alexandra (24. června 1825 – 10. srpna 1844), ⚭ 1844 Fridrich Vilém Hesensko-Kasselský (26. listopadu 1820 – 14. října 1884), lankrabě hesensko-kasselský
- Konstantin (21. září 1827 – 25. ledna 1892), ⚭ 1848 Alexandra Sasko-Altenburská (8. června 1830 – 6. července 1911)
- Nikolaj (27. července 1831 – 13. srpna 1891), ⚭ 1856 Alexandra Petrovna Oldenburská (2. června 1838 – 25. dubna 1900)
- Michail (25. října 1832 – 18. prosince 1909), ⚭ 1857 Cecílie Bádenská (20. září 1839 – 12. dubna 1891)

## Poznámka
V Rusku v té době platil juliánský kalendář, na rozdíl od ostatní Evropy, kde se v té době používal již kalendář gregoriánský. Proto jsou data v článku uváděna jak podle juliánského, tak podle gregoriánského kalendáře.

## Vývod z předků
|                     |                                       |  |                                           |                                        |  |  |  |  |  |  |  | Frederik IV. Holštýnsko-Gottorpský |
|                     |                                       |  |                                           |                                        |  |  |  |  |  |  |  |                                    |
|                     | Karel Fridrich Holštýnsko-Gottorpský  |  |                                           |                                        |  |  |  |  |  |  |  |                                    |
|                     |                                       |  |                                           |                                        |  |  |  |  |  |  |  |                                    |
|                     |                                       |  |                                           | Hedvika Žofie Švédská                  |  |  |  |  |  |  |  |                                    |
|                     |                                       |  |                                           |                                        |  |  |  |  |  |  |  |                                    |
|                     | Petr III. Ruský                       |  |                                           |                                        |  |  |  |  |  |  |  |                                    |
|                     |                                       |  |                                           |                                        |  |  |  |  |  |  |  |                                    |
|                     |                                       |  |                                           | Petr I. Veliký                         |  |  |  |  |  |  |  |                                    |
|                     |                                       |  |                                           |                                        |  |  |  |  |  |  |  |                                    |
|                     | Anna Petrovna                         |  |                                           |                                        |  |  |  |  |  |  |  |                                    |
|                     |                                       |  |                                           |                                        |  |  |  |  |  |  |  |                                    |
|                     |                                       |  |                                           | Kateřina I. Ruská                      |  |  |  |  |  |  |  |                                    |
|                     |                                       |  |                                           |                                        |  |  |  |  |  |  |  |                                    |
|                     | Pavel I. Ruský                        |  |                                           |                                        |  |  |  |  |  |  |  |                                    |
|                     |                                       |  |                                           |                                        |  |  |  |  |  |  |  |                                    |
|                     |                                       |  |                                           | Jan Ludvík I. Anhaltsko-Dornburský     |  |  |  |  |  |  |  |                                    |
|                     |                                       |  |                                           |                                        |  |  |  |  |  |  |  |                                    |
|                     | Kristián August Anhaltsko-Zerbstský   |  |                                           |                                        |  |  |  |  |  |  |  |                                    |
|                     |                                       |  |                                           |                                        |  |  |  |  |  |  |  |                                    |
|                     |                                       |  |                                           | Kristýna ze Zeutschu                   |  |  |  |  |  |  |  |                                    |
|                     |                                       |  |                                           |                                        |  |  |  |  |  |  |  |                                    |
|                     | Kateřina II. Veliká                   |  |                                           |                                        |  |  |  |  |  |  |  |                                    |
|                     |                                       |  |                                           |                                        |  |  |  |  |  |  |  |                                    |
|                     |                                       |  |                                           | Kristián August Holštýnsko-Gottorpský  |  |  |  |  |  |  |  |                                    |
|                     |                                       |  |                                           |                                        |  |  |  |  |  |  |  |                                    |
|                     | Johana Alžběta Holštýnsko-Gottorpská  |  |                                           |                                        |  |  |  |  |  |  |  |                                    |
|                     |                                       |  |                                           |                                        |  |  |  |  |  |  |  |                                    |
|                     |                                       |  |                                           | Albertina Frederika Bádensko-Durlašská |  |  |  |  |  |  |  |                                    |
|                     |                                       |  |                                           |                                        |  |  |  |  |  |  |  |                                    |
| Mikuláš I. Pavlovič |                                       |  |                                           |                                        |  |  |  |  |  |  |  |                                    |
|                     |                                       |  |                                           |                                        |  |  |  |  |  |  |  |                                    |
|                     |                                       |  | Fridrich Karel Württembersko-Winnentalský |                                        |  |  |  |  |  |  |  |                                    |
|                     |                                       |  |                                           |                                        |  |  |  |  |  |  |  |                                    |
|                     | Karel Alexandr Württemberský          |  |                                           |                                        |  |  |  |  |  |  |  |                                    |
|                     |                                       |  |                                           |                                        |  |  |  |  |  |  |  |                                    |
|                     |                                       |  |                                           | Eleonora Juliana Braniborsko-Ansbašská |  |  |  |  |  |  |  |                                    |
|                     |                                       |  |                                           |                                        |  |  |  |  |  |  |  |                                    |
|                     | Fridrich II. Evžen Württemberský      |  |                                           |                                        |  |  |  |  |  |  |  |                                    |
|                     |                                       |  |                                           |                                        |  |  |  |  |  |  |  |                                    |
|                     |                                       |  |                                           | Anselm František Thurn-Taxis           |  |  |  |  |  |  |  |                                    |
|                     |                                       |  |                                           |                                        |  |  |  |  |  |  |  |                                    |
|                     | Marie Augusta Thurn-Taxis             |  |                                           |                                        |  |  |  |  |  |  |  |                                    |
|                     |                                       |  |                                           |                                        |  |  |  |  |  |  |  |                                    |
|                     |                                       |  |                                           | Marie Ludovika Lobkovicová             |  |  |  |  |  |  |  |                                    |
|                     |                                       |  |                                           |                                        |  |  |  |  |  |  |  |                                    |
|                     | Žofie Dorota Württemberská            |  |                                           |                                        |  |  |  |  |  |  |  |                                    |
|                     |                                       |  |                                           |                                        |  |  |  |  |  |  |  |                                    |
|                     |                                       |  |                                           | Filip Vilém Braniborsko-Schwedtský     |  |  |  |  |  |  |  |                                    |
|                     |                                       |  |                                           |                                        |  |  |  |  |  |  |  |                                    |
|                     | Fridrich Vilém Braniborsko-Schwedtský |  |                                           |                                        |  |  |  |  |  |  |  |                                    |
|                     |                                       |  |                                           |                                        |  |  |  |  |  |  |  |                                    |
|                     |                                       |  |                                           | Jana Šarlota Anhaltsko-Desavská        |  |  |  |  |  |  |  |                                    |
|                     |                                       |  |                                           |                                        |  |  |  |  |  |  |  |                                    |
|                     | Bedřiška Braniborsko-Schwedtská       |  |                                           |                                        |  |  |  |  |  |  |  |                                    |
|                     |                                       |  |                                           |                                        |  |  |  |  |  |  |  |                                    |
|                     |                                       |  |                                           | Fridrich Vilém I.                      |  |  |  |  |  |  |  |                                    |
|                     |                                       |  |                                           |                                        |  |  |  |  |  |  |  |                                    |
|                     | Žofie Dorota Pruská                   |  |                                           |                                        |  |  |  |  |  |  |  |                                    |
|                     |                                       |  |                                           |                                        |  |  |  |  |  |  |  |                                    |
|                     |                                       |  |                                           | Žofie Dorotea Hannoverská              |  |  |  |  |  |  |  |                                    |
|                     |                                       |  |                                           |                                        |  |  |  |  |  |  |  |                                    |